# Cupha pseudarias
Cupha pseudarias är en fjärilsart som beskrevs av Hans Fruhstorfer 1912. Cupha pseudarias ingår i släktet Cupha och familjen praktfjärilar. Inga underarter finns listade i Catalogue of Life.